# Ulisses Football Club
Maillots
Le Ulisses Football Club (en arménien : Ուլիս Ֆուտբոլային Ակումբ), plus couramment abrégé en Ulisses FC, est un ancien club arménien de football fondé en 2000 et disparu en 2016, et basé à Erevan, la capitale du pays.

## Historique
- 2000 : fondation du club sous le nom de Dinamo-2000 Erevan
- 2001 : 1re participation à la 1re division
- 2004 : le club est renommé Dinamo-Zenit Erevan
- 2006 : le club est renommé Ulisses FC
- 2010 : 1re participation à une Coupe d'Europe (C3 2010-2011)

## Palmarès
| Compétitions nationales                                                                       |
| --------------------------------------------------------------------------------------------- |
| - Championnat d'Arménie (1) : - Champion : 2011. - Supercoupe d'Arménie : - Finaliste : 2012. |

## Entraîneurs
- Vagarshak Aslanian (2000-2001)
- Albert Sarkisyan (2002)
- Vachagan Khachatarian (2002)
- Alesha Antonian (2002-2003)
- Ashot Kirakosian (2004-2005)
- Sevada Arzumanian (2005-2006)
- Arsen Chilingarian (2006-2007)
- Souren Barseghian (2007-2008)
- Sevada Arzumanian (2008-2012)
- Karen Barseghian (2012-2014)
- Suren Chakhalian (2014)
- Gagik Simonian (2014-2015)
- Fedor Stcherbatchenko (2015)
- Suren Chakhalian (2015)
- Gagik Simonian (2015-2016)

## Galerie

Logo du Dinamo-Zenit Erevan